# يهود سوريون
اليهود السوريين (بالعبرية: יהודי סוריה‏) Yehudey SURYA, هم من اليهود الذين عاشوا في المنطقة من الدولة الحديثة في سوريا، وأحفادهم الذين ولدوا خارج سوريا. اليهود السوريين تستمد مصدرها من مجموعتين: من اليهود الذين سكنوا المنطقة من سوريا اليوم من العصور القديمة (المعروفة باسم اليهود Musta'arabi, وتصنف أحيانا باسم يهود مزراحيون، وهو مصطلح عام لليهود مع التاريخ الممتد في الشرق الأوسط شرق أو شمال إفريقيا)؛ ومن يهود سفارديون (في إشارة إلى اليهود ذوي التاريخ الممتد في شبه الجزيرة الأيبيرية، أي إسبانيا والبرتغال) الذين فروا إلى سوريا بعد أن أجبر مرسوم قصر الحمراء على طرد اليهود من إسبانيا عام 1492.
كانت هناك مجتمعات كبيرة في حلب («يهود حلبيون») ودمشق («يهود شاميون») لعدة قرون، ومجتمع أصغر في القامشلي على الحدود التركية بالقرب من نصيبين. في النصف الأول من القرن العشرين هاجرت نسبة كبيرة من اليهود السوريين إلى الولايات المتحدة وأمريكا اللاتينية وإسرائيل. غادر معظم اليهود المتبقين في 28 عاماً بعد عام 1973, ويرجع ذلك جزئياً إلى جهود جودي فيلد كار، التي تدعي أنها ساعدت حوالي 3228 يهودياً على الهجرة؛ تم السماح رسمياً بالهجرة في عام 1992. يعيش أكبر عدد من اليهود من أصل سوري في إسرائيل. خارج إسرائيل، يوجد أكبر مجتمع يهودي سوري في بروكلين، نيويورك ويقدر بحوالي 75000 شخص. توجد مجتمعات أصغر في أماكن أخرى في الولايات المتحدة وأمريكا اللاتينية.
في عام 2011, كان هناك حوالي 250 يهودياً لا يزالون يعيشون داخل سوريا، معظمهم في دمشق. اعتباراً من ديسمبر 2014, بقي أقل من 50 يهودياً في المنطقة بسبب تزايد العنف والحرب. في أكتوبر 2015, مع تهديد داعش في مكان قريب، تم إنقاذ جميع اليهود المتبقين في حلب تقريباً في عملية سرية وانتقلوا إلى عسقلان, إسرائيل. قُدر في نوفمبر 2015 أن 18 يهودياً فقط بقوا في سوريا. في أيلول 2016, تم إنقاذ آخر يهود حلب، منهية الوجود اليهودي في حلب. في آب 2019, زارت بي بي سي عربي بعض آخر اليهود المتبقين الذين يعيشون في دمشق.

## التاريخ

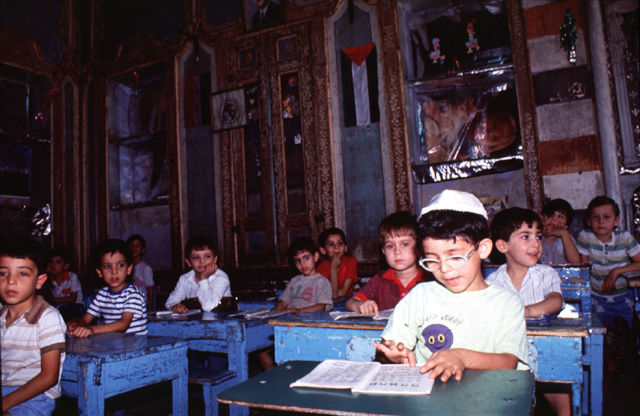
تلاميذ يهود في مدرسة موسى بن ميمون في العمارة الجوانية في ميزون لشبونة التاريخية بدمشق. التقطت الصورة قبل وقت قصير من خروج معظم الجالية اليهودية السورية المتبقية في عام 1992

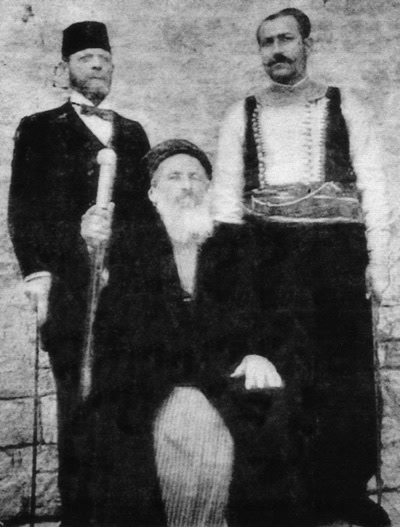
الحاخام الأكبر يعقوب شاول دويك, حاخام باشي من حلب، سوريا, 1907.

كان هناك يهود في سوريا منذ العصور القديمة: حسب تقاليد الجماعة، منذ عهد الملك داود، وبالتأكيد منذ العصور الرومانية المبكرة. كان اليهود من هذا المجتمع القديم يُعرفون لأنفسهم باسم المستعربيين، أو الانقلابيين إلى السفارديم.
وصل العديد من السفارديم بعد طردهم من إسبانيا عام 1492, وسرعان ما احتلوا مكانة رائدة في المجتمع. على سبيل المثال، تم اختيار خمسة حاخامات متعاقبين في حلب من عائلة لانيادو.
في القرنين الثامن عشر والتاسع عشر، استقر بعض اليهود من إيطاليا وأماكن أخرى، المعروفين باسم سينوريس فرانكوس, في سوريا لأسباب تجارية، مع الاحتفاظ بجنسياتهم الأوروبية.
اليهود الأكراد، المنحدرين من إقليم كردستان، يمثلون مجموعة فرعية أخرى من اليهود السوريين. إن وجودهم في سوريا يسبق وصول اليهود السفارديم بعد حرب الاسترداد. شكلت المجتمعات القديمة في أورفة وشيرميك أيضاً جزءًا من المجتمع السوري الأوسع وشمل مجتمع حلب بعض المهاجرين من هذه المدن.
اليوم، يتم الحفاظ على بعض الفروق بين هذه المجموعات الفرعية، بمعنى أن عائلات معينة لها تقاليد حول أصولها. ومع ذلك، هناك تزاوج كبير بين الجماعات ويعتبر الجميع أنفسهم «سفارديم» بمعنى أوسع. يقال أنه يمكن للمرء أن يخبر عائلات حلب المنحدرة من أصل إسباني بحقيقة أنهم أشعلوا شمعة هانوكا إضافية. تم تأسيس هذه العادة على ما يبدو امتنانًا لقبولهم من قبل المجتمع السوري الأصلي.
في القرن التاسع عشر، بعد الانتهاء من قناة السويس في مصر عام 1869, تحولت التجارة إلى ذلك الطريق من الطريق البري عبر سوريا، وشهدت الأهمية التجارية لحلب ودمشق انخفاضاً ملحوظًا. غادرت العديد من العائلات سوريا متوجهة إلى مصر (وقليل منها إلى لبنان) في العقود التالية، وبتواتر متزايد حتى الحرب العالمية الأولى، غادر العديد من اليهود الشرق الأوسط إلى الدول الغربية، وخاصة بريطانيا العظمى والولايات المتحدة والمكسيك والأرجنتين. تلا ذلك مزيد من الهجرة، لا سيما بعد قيام دولة إسرائيل عام 1948.
اعتباراً من عطلة عيد الفصح لعام 1992, سُمح لـ 4000 فرد من الجالية اليهودية في دمشق (عربى-يهود شامي), وكذلك مجتمع حلب ويهود القامشلي، في ظل حكومة حافظ الأسد بمغادرة سوريا بشرط ألا يهاجروا إلى إسرائيل. في غضون بضعة أشهر، شق آلاف اليهود السوريين طريقهم إلى بروكلين، واختارت بعض العائلات الذهاب إلى فرنسا وتركيا. استقر الغالبية في بروكلين بمساعدة أقاربهم في الجالية اليهودية السورية.

## الجاليات اليهودية السورية الحالية

### إسرائيل

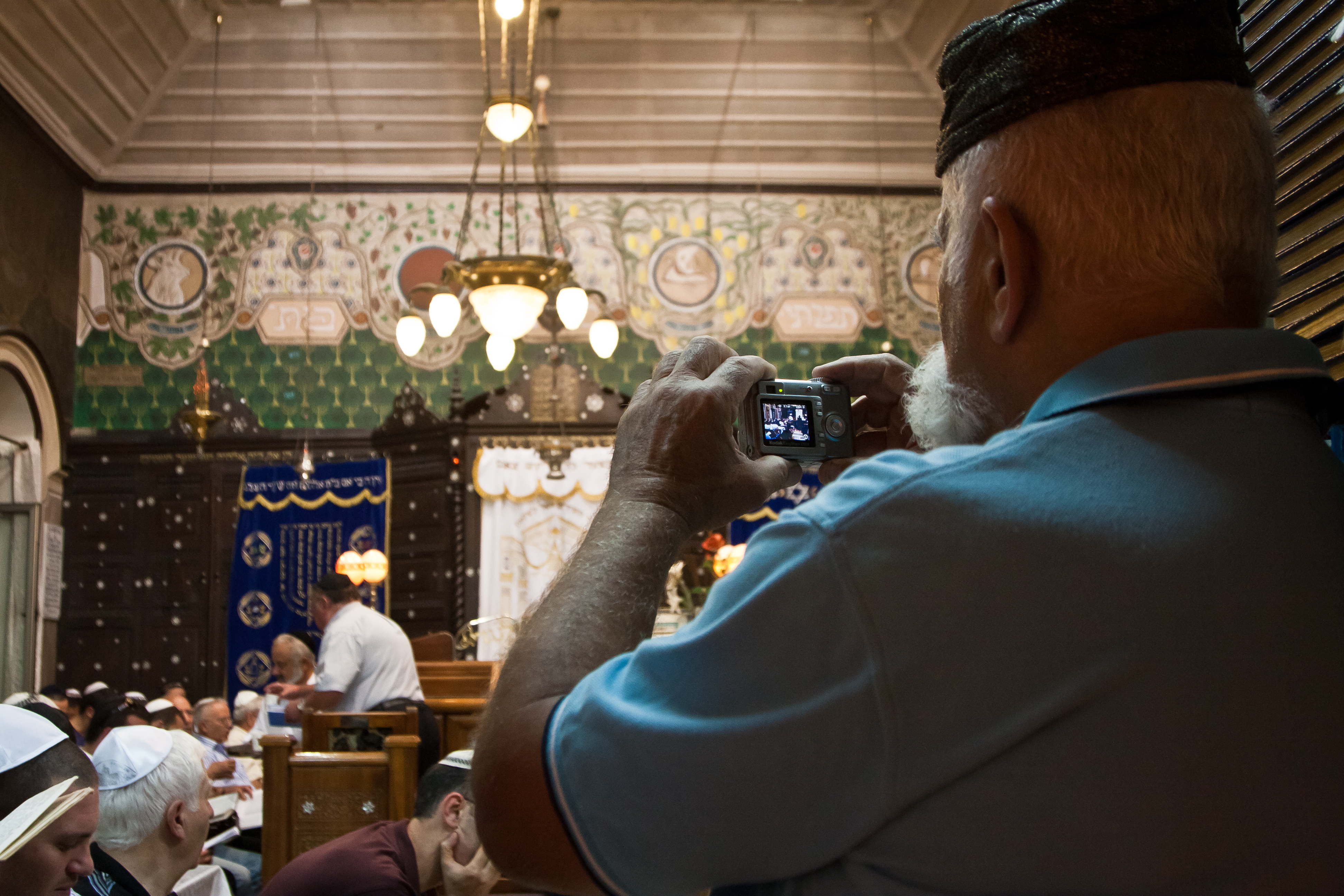
يهود سوريا يتعبدون في كنيس عدس. يشتهر Ades بكونه مركزاً لـ Hazzanut السوري (الغناء الليتورجي اليهودي السوري), وهو واحد من معبدين يهوديين فقط في العالم يحافظان على التقليد اليهودي السوري القديم في بقشوت, وهو الغناء الماراثون القبالي الذي يُقام في الساعات الأولى من صباح يوم السبت للترحيب بشروق الشمس خلال أشهر الشتاء.

كان هناك وجود يهودي سوري في القدس منذ ما قبل عام 1850, مع وجود العديد من العائلات الحاخامية التي لها أفراد هناك وفي دمشق وحلب. كان لدى هؤلاء بعض الاتصالات مع نظرائهم الأشكناز من يشوب قديم، مما أدى إلى تقليد الأرثوذكسية الصارمة: على سبيل المثال في ستينيات القرن التاسع عشر كانت هناك حملة ناجحة لمنع إنشاء كنيس إصلاحي في حلب. تم قبول بعض التقاليد السورية، مثل غناء البقاشوت، من قبل المجتمع الشرقي الشرقي في القدس.
هاجرت مجموعة أخرى إلى فلسطين حوالي عام 1900, وشكلت كنيس Ades في Nachlaot . هذا لا يزال موجوداً، وهو كنيس حلب الرئيسي في إسرائيل، على الرغم من أن عضويته تضم الآن يهوداً آسيويين من جميع الفئات، وخاصة اليهود الأتراك. كما توجد جالية سورية كبيرة في حولون وبات يام.
فر العديد من اليهود من سوريا إلى فلسطين خلال أعمال الشغب المعادية لليهود عام 1947. بعد ذلك، قمعت الحكومة السورية ولم تسمح بالهجرة، رغم أن بعض اليهود غادروا بشكل غير قانوني. في العقدين الماضيين، تم السماح ببعض الهجرة، معظمها إلى أمريكا، على الرغم من أن البعض غادر أمريكا منذ ذلك الحين إلى إسرائيل، تحت قيادة الحاخام إبراهيم حمرا.
يحتفظ الجيل الأكبر سناً قبل إنشاء دولة إسرائيل بقليل من الهوية العرقية السورية الخاصة به أو لا يحتفظ بها على الإطلاق، وهو مندمج جيداً في التيار الرئيسي للمجتمع الإسرائيلي. وتندمج الموجة الأخيرة على مستويات مختلفة، حيث يركز البعض على الاندماج في إسرائيل بينما يحتفظ آخرون بعلاقات أوثق مع أقاربهم في نيويورك والمكسيك.[بحاجة لمصدر]
هناك مركز عالمي لتراث يهود حلب في تل أبيب، والذي ينشر كتباً تهم اليهود السوريين.

### بريطانيا
كانت المستوطنة الرئيسية لليهود السوريين في مانشستر، حيث انضموا إلى المعابد اليهودية الإسبانية والبرتغالية، والتي كانت تضم مجتمعاً مختلطاً يضم يهود شمال إفريقيا وتركيا ومصريين وعراقيين وكذلك يهود سوريين. أسس هذا المجتمع معبدين يهوديين. واحد (شعاري تف الله) في شمال وسط مانشستر، والذي انتقل منذ ذلك الحين إلى سالفورد، والآخر (شعاري هايم) على طريق كوينستون في ويست ديدسبري، في الضواحي الجنوبية. تم تشكيل كنيس منفصل (شعاري صديق) في وقت لاحق على طريق لانسداون القديم بنكهة سورية. تم دمجها مع تجمع Queenston Road لاحقاً، مع الاحتفاظ بكلا المبنيين. وظلوا معروفين باسم «كنيس طريق لانسداون» و «كنيس طريق كوينز», بعد الأسماء التي حملتها تلك الشوارع في الثلاثينيات. بينما لا يزال هناك سفارديم في منطقة مانشستر، غادر عدد منهم للمجتمعات في الأمريكتين. تم بيع كنيس شعاري صديق منذ ذلك الحين، وتم افتتاح كنيس جديد يحمل نفس الاسم في هيل، ليكون أقرب إلى المراكز الحالية للسكان السفارديم واليهود بشكل عام.

### الولايات المتحدة الأمريكية
هاجر اليهود السوريون لأول مرة إلى نيويورك عام 1892. كان أول يهودي سوري وصل يعقوب أبراهام دويك مع عزرا أبراهام سيت. كانوا يعيشون في البداية في الجانب الشرقي الأدنى من مانهاتن. كانت المستوطنات اللاحقة في Bensonhurst و Midwood و Flatbush وعلى طول Ocean Parkway في Gravesend, بروكلين. يقضي هؤلاء المقيمون في بروكلين الصيف في ديل، نيو جيرسي. يمتلك العديد من كبار السن منزلاً ثالثًا في أفينتورا بولاية فلوريدا للهروب من الطقس البارد. كانت هناك موجة أخرى من الهجرة من سوريا في عام 1992, عندما بدأت الحكومة السورية في عهد حافظ الأسد بالسماح لهجرة اليهود. جيري سينفيلد، الممثل الكوميدي، هو من أصل يهودي سوري من جهة والدته.

### الأرجنتين
توجد أكبر جالية يهودية في الأرجنتين في العاصمة بوينس آيرس. السفارديم، وخاصة السوريين، هم مجتمع كبير. اليهود السوريين هي الأكثر وضوحا في مرة واحدة منطقة، حيث توجد العديد من المدارس المجتمعية والمعابد. لعدة عقود كان هناك تنافس حسن المحيا بين الشامي (الدمشقي) مجتمع «شعاري Tefila (Pasito)» كنيس (الحلبية) مجتمع «Sucath ديفيد» عبر الشارع. وكان أكثر الحاخامات نفوذاً هو الحاخام إسحاق شيبار من جماعة «يسود حدت» في شارع لافال. تمت استشارته من جميع أنحاء العالم، وكان له دور مؤثر في استعادة أجزاء من مخطوطة حلب . هناك العديد من جزارين الكوشر والمطاعم التي تلبي احتياجات المجتمع. كانت هناك مجتمعات مهمة في أحياء Villa Crespo و Flores أيضاً. يمتلك العديد من اليهود السوريين متاجر ملابس على طول شارع أفيلانيدا في فلوريس، وهناك مدرسة مجتمعية في شارع فيليبي فاليز (كاناليجاس سابقاً). بدأ يهود سوريون بعض سلاسل الملابس المهمة مثل Chemea و Tawil, مع عشرات المتاجر لكل منها. كارولينا دوير ملاكم أرجنتيني سوري يهودي بطلة العالم.

### البرازيل
تأتي غالبية الجالية السورية في البرازيل من بيروت، لبنان، حيث استقر معظمهم بين أواخر القرن التاسع عشر وسقوط الإمبراطورية العثمانية. حافظ الكثير من التجار الحلبيين على روابط وأقاموا بين حلب وبيروت منذ القرن الثامن عشر. جاء وصول اليهود السوريين في وقت لاحق إلى لبنان بسبب طردهم من سوريا بعد إنشاء دولة إسرائيل في عام 1948 وما تلاها من مذابح عنيفة معادية لليهود ارتكبها جيرانهم المسلمون. غادروا بيروت في أعقاب الحرب الأهلية اللبنانية الأولى. استقر معظم اليهود السوريين في مدينة ساو باولو الصناعية، حيث اجتذبتهم الفرص التجارية العديدة التي توفرها. أصبح المجتمع مزدهراً للغاية، وكان العديد من أعضائه من بين العائلات الأكثر ثراءً والأكثر تأثيراً سياسياً واقتصادياً في ساو باولو. حضرت الجالية لأول مرة معابد يهودية مصرية، لكنها أسست لاحقاً معابدها الخاصة، وعلى الأخص كنيس بيت يعقوب في أحياء جاردين وهيجينوبوليس. لدى المجتمع مدرسته وحركته الشبابية، ويدعي هوية يهودية قوية ومعدل استيعاب منخفض. غالبية المجتمع ينتمون مؤسسياً إلى اليهودية الأرثوذكسية، على الرغم من أن القليل منهم يمكن وصفهم بأنهم أرثوذكسيون بالكامل. هناك ما يقرب من 7000 يهودي سوري في البرازيل.

### تشيلي
من خلال سياسة الهجرة الليبرالية، جذبت تشيلي بعض اليهود السوريين، وخاصة من دمشق، بداية من أواخر القرن التاسع عشر. كما فر العديد من اليهود السوريين من سوريا وفلسطين، وهما مقاطعات الإمبراطورية العثمانية خلال الحرب العالمية الأولى. ويوجد حالياً 2300 يهودي سوري في تشيلي.

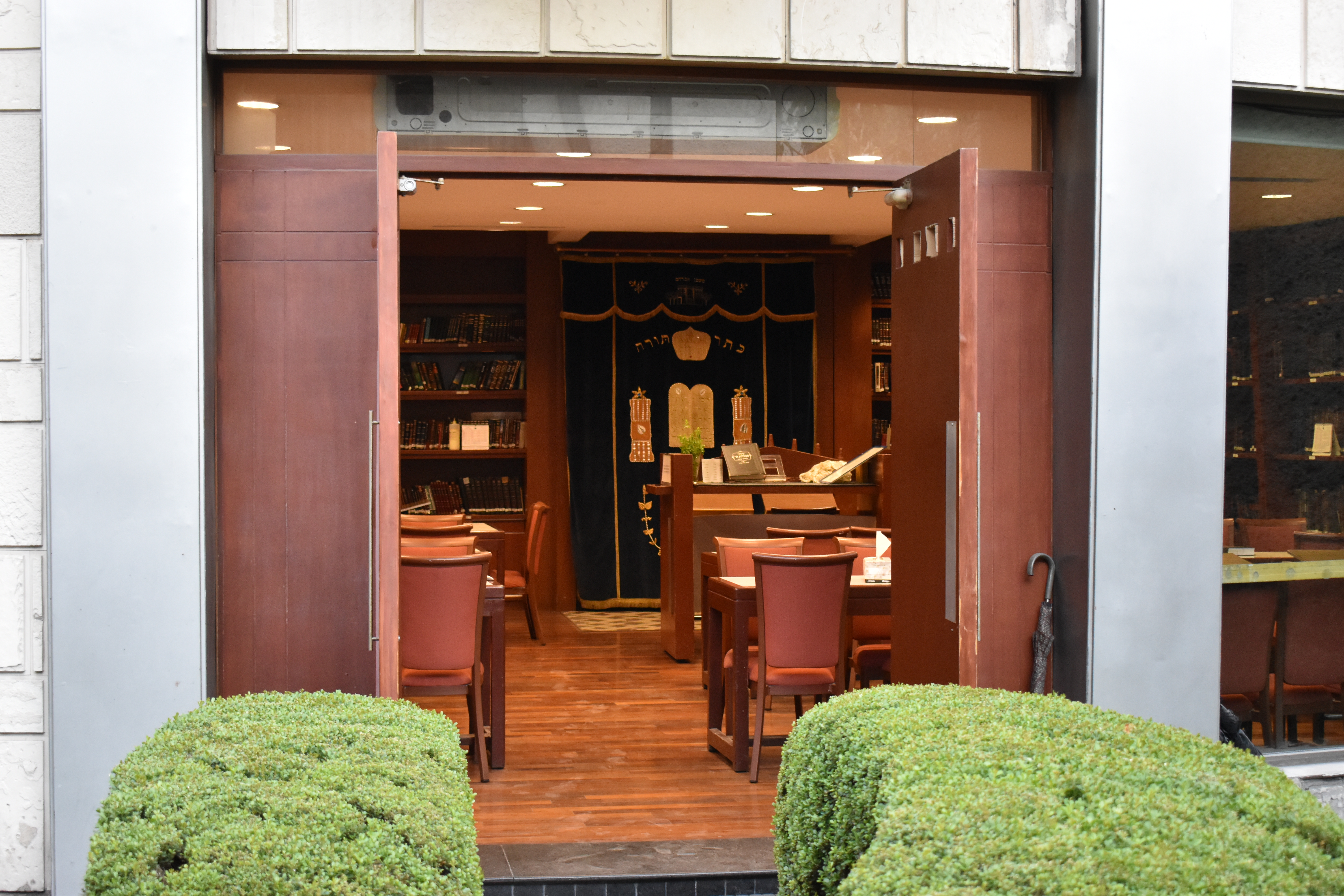
كنيس في بولانكو, مكسيكو سيتي أسسها مهاجرون من دمشق

### المكسيك
كان هناك يهود سوريون من دمشق وحلب في مكسيكو سيتي منذ السنوات الأولى من القرن العشرين. في الأصل كانوا يعبدون في منزل خاص تحول إلى كنيس - Sinagoga Ketana (Bet Haknesset HaKatan) وتقع في Calles de Jesús María. كان أول مجتمع يهودي منظم في المكسيك هو Alianza Monte Sinai الذي تأسس في 14 حزيران 1912, بشكل رئيسي من قبل سكان دمشق الأصليين (مع عدد قليل من اليهود الشرقيين) بقيادة إسحاق كابون. أسسوا لاحقاً أول كنيس يهودي، مونتي سيناي، في شارع جوستو سييرا في وسط مدينة مكسيكو سيتي، بقيادة الحاخام لانيادو، والذي لا يزال يقيم صلاة مينشا (صلاة العصر). كما اشترت الجالية الدمشقية أول مكان دفن يهودي في شارع تاكوبا في 12 حزيران 1914, والذي لا يزال قيد الاستخدام حتى يومنا هذا وتم توسيعه من خلال الشراء الأخير للأرض المجاورة.
تأسس كنيس رودفي صديق ليهود حلب عام 1931, إلى حد كبير من خلال جهود الحاخام مردجاي عتي. يقع هذا الكنيس، المعروف أيضاً باسم Knis de Cordoba, في 238 شارع قرطبة في حي Colonia Roma في مكسيكو سيتي. في ذلك الوقت، كان هذا الحي موطنًا لأكبر تجمع لليهود من حلب في مكسيكو سيتي. تم إنشاء أول ميكفاه (حمام طقسي) في المكسيك داخل كنيس رودفي صادق. في عام 1982 تم بناء بيت جنازة في باحة الكنيس.
وفي ثلاثينيات القرن الماضي، أنشأ أعضاء مونتي سيناي كنيساً كبيراً لليهود الدمشقيين يقع في 110 شارع كويريتارو في منطقة كولونيا روما. لقد رحبوا باليهود من جميع الخلفيات في وسطهم، مما سمح بنمو هائل على مر السنين. في عام 1938, أسس مهاجرون يهود من حلب مؤسسة Sociedad de Beneficencia Sedaká u Marpé, والتي تطورت إلى مجتمع يهودي منفصل: منذ عام 1984 عُرفت باسم Comunidad Maguen David. تعد كل من Monte Sinai و Maguen David الآن أكبر مجتمعات يهودية في المكسيك، حيث تضم أكثر من 30 معبداً يهودياً ومركزاً مجتمعياً ومدرسة لكل منهما، حيث تمتلك Maguen David ما لا يقل عن 5 مدارس وخطط للمزيد (Colegio Hebreo Maguen David و Yeshiva Keter Torah, بيت يعقوب، عميك هاتوراه، كوليجيو عتيد وكوليجيو أو هاجيم).

### بنما
استقبلت بنما أيضاً عدداً كبيراً من المهاجرين اليهود السوريين، معظمهم من حلب، حيث يشكلون أكبر مجموعة في الجالية اليهودية السفاردية القوية البالغ عددها 15000 في بنما. وصلت الموجة الأولى من المهاجرين في أواخر الأربعينيات من القرن الماضي بعد أعمال شغب في حلب بسبب الصراع العربي الإسرائيلي. يتكون المجتمع من العديد من المعابد اليهودية التي توحدت جميعها تحت قيادة كنيس شيفيت آهيم، حيث ترأس الحاخام الأكبر الراحل تسيون ليفي . يحافظ المجتمع على اتصال وثيق مع نظرائهم في أمريكا الشمالية وكذلك إسرائيل. في سنواته الأخيرة، أشرف الحاخام ليفي على بناء المعابد اليهودية الجديدة في مدينة بنما وعمل على إقامة علاقات سلسة مع المجتمعات العربية والإسلامية في البلاد. وكثيرا ما اتصل بإمام البلاد للتحدث معه. بحلول وقت وفاته، بلغ عدد مجتمع شيفيت أحيم 10000 يهودي، 6000 منهم ملتزمون بالتوراة. يضم المجتمع الآن العديد من المعابد اليهودية، والميكفاه، وثلاث مدارس يهودية، ومدرسة دينية، ومدرسة دينية، ومدرسة دينية للفتيات، إلى جانب العديد من مطاعم الكوشر ومحلات السوبر ماركت.

### جامايكا
هناك جالية كبيرة من الجامايكيين اللبنانيين، تقدر بنحو 20.000, ولا يزال عدد منهم يمارسون اليهود حتى يومنا هذا. قدرت الدراسات أن هناك أكثر من 400000 من نسل يهود جامايكا في جامايكا.

### الحلبي / الشامي ينقسمان في الشتات
عندما هاجر اليهود السوريون إلى العالم الجديد وأقاموا أنفسهم، استمر الانقسام كثيراً بين أولئك الذين لديهم جذور في حلب (اليهود الحلبيون، بالتناوب هجاء حلبي أو الجلبي) ودمشق (اليهود الشاميون), التي كانت المركزين الرئيسيين لليهود. الحياة في سوريا. استمر هذا الانقسام حتى يومنا هذا، حيث يحتفظ كل مجتمع ببعض المؤسسات والمنظمات الثقافية المنفصلة، وبدرجة أقل، تفضيل الزواج داخل المجموعة.

## العادات والتقاليد

### الليتورجيا

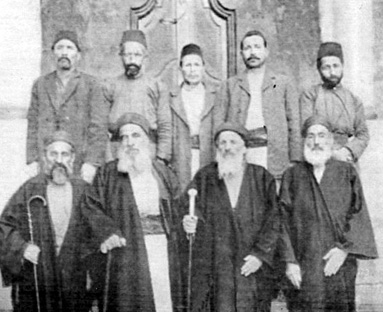
الحاخام يعقوب شاول دويك والحاخام رؤوفين أنكونا وموظفو الكنيس الكبير في حلب.

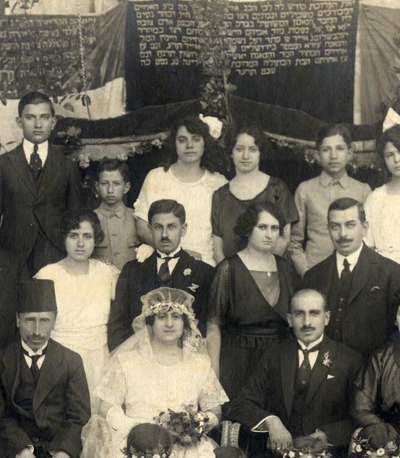
عرس يهودي في حلب, سوريا, 1914

يوجد جزء من كتاب الصلاة القديم في حلب للأيام المقدسة، والذي نُشر في البندقية عام 1527, ونسخة ثانية، تبدأ بالأيام المقدسة العظيمة ولكنها تغطي العام بأكمله، في عام 1560. يمثل هذا الليتورجيا المستعربة (اليهود الأصليون الناطقون بالعربية) على أنها مختلفة عن تلك الخاصة بالسفارديم (مهاجرون من إسبانيا والبرتغال): إنها تنتمي إلى عائلة الطقوس «السفاردية» بالمعنى الواسع، ولكنها تختلف عن أي الليتورجيا المستخدمة اليوم. لمزيد من التفاصيل، راجع طقوس حلب القديمة .
بعد هجرة اليهود من إسبانيا بعد الطرد، تطورت ليتورجيا حل وسط تحتوي على عناصر من عادات كلا الطائفتين، ولكن مع العنصر السفاردي الذي أخذ حصة أكبر من أي وقت مضى. في سوريا، كما هو الحال في بلدان شمال إفريقيا، لم تكن هناك محاولة لطباعة سيدور تحتوي على الاستخدامات الفعلية للمجتمع، لأن هذا لن يكون مجدياً تجارياً بشكل عام. مراكز النشر الكبرى، ليفورنو بشكل أساسي، وبعد ذلك فيينا، ستنتج كتب صلاة «سفاردية» قياسية مناسبة للاستخدام في جميع المجتمعات، وقد تطلب مجتمعات معينة مثل السوريين هذه الكتب بكميات كبيرة، مع الحفاظ على أي استخدامات خاصة عن طريق التقاليد الشفوية. (على سبيل المثال، طلب آشام إبراهيم حموي من حلب سلسلة من كتب الصلاة من ليفورنو، والتي طُبعت عام 1878, ولكن حتى هذه الكتب كانت بطابع «السفارديم», رغم أنها احتوت على بعض الملاحظات حول «منهاج آرام تسوبا». .) مع تلاشي تفاصيل التقليد الشفوي من الذاكرة، اقتربت الليتورجيا المستخدمة من معيار «ليفورنو». في السنوات الأولى من القرن العشرين، كانت هذه الطقوس «السفاردية» شبه عالمية في سوريا. وكان الاستثناء الوحيد (في حلب) و"Musta'arabi" منيان في الكنيس المركزي في حلب، ولكن ليتورجيا هذه المجموعة تختلف فقط من «السفارديم» من قبل عدد قليل نصية المتغيرات وترتيب بعض التراتيل.
اختلفت ليتورجيا دمشق عن تلك الموجودة في حلب في بعض التفاصيل، ويرجع ذلك في الغالب إلى قربها الأكبر من الأرض المقدسة. بعض القوانين الخاصة بأرض إسرائيل تعتبر ممتدة إلى دمشق، وكانت للمدينة روابط بكل من صفد القباليين وجماعة السفارديم في القدس.
الليتورجيا المستخدمة الآن في المجتمعات السورية حول العالم هي نصوص شرقية-سفاردية. وهذا يعني أنه يعتمد على الطقوس الإسبانية كما تتنوع عادات إسحق لوريا، وتشبه تلك المستخدمة في المجتمعات اليهودية اليونانية والتركية وشمال إفريقيا. في العقود السابقة، استخدمت بعض المجتمعات والأفراد كتب الصلاة " Edot ha-Mizra " التي تحتوي على نص مختلف قليلاً، بناءً على طقس البغدادي، حيث كانت هذه الكتب متاحة بشكل أكثر شيوعاً، تاركة أي استخدامات سورية على وجه التحديد لتستمر بالتقاليد الشفوية. أقرب نهج لكتاب الصلاة الرسمي الحالي هو كل يعقوب, ولكن توجد العديد من الإصدارات الأخرى ولا يزال هناك خلاف على بعض المتغيرات النصية.
إن العادات الموسيقية للجاليات السورية مميزة للغاية، حيث يتم ترديد العديد من الصلوات على أنغام البزمونيم، وفق روتا سنوية معقدة مصممة لضمان أن المقام (الوضع الموسيقي) المستخدم يناسب مزاج المهرجان أو قراءة التوراة للأسبوع.

### بيزمونيم
اليهود السوريون لديهم ذخيرة كبيرة من الترانيم، تغنى في المناسبات الاجتماعية والاحتفالية مثل حفلات الزفاف وحفلات البار ميتزفه. تستخدم بيزمونيم أيضاً في صلاة السبت والأعياد. بعضها قديم والبعض الآخر تم تأليفه مؤخراً كتأليف لأغاني عربية شعبية. في بعض الأحيان تكون مكتوبة أو مفوضة لمناسبات معينة، وتحتوي على تلميحات مشفرة لاسم الشخص المكرّم. يوجد كتاب بيزمونيم قياسي يسمى «شير أوشباها هلل في زمرة», حرره كانتور غابرييل أ. شريم تحت إشراف مؤسسة التراث السفاردي، تصنف فيه الترانيم حسب الوضع الموسيقي (المقام) الذي ينتمي إليه اللحن. مع مرور الوقت، يتم فقدان المزيد والمزيد من بيزمونيم، وبالتالي يتم بذل الجهود من قبل مشروع بيزمونيم السفارديم، بقيادة الدكتور ديفيد م. بيتش، للحفاظ على أكبر عدد ممكن من البيزمونيم. تم إنشاء موقع على شبكة الإنترنت لتسهيل الحفاظ عليه في Pizmonim.com .

### بقشوت
كان من المعتاد في المجتمعات اليهودية السورية (وبعضها الآخر) أن يغني الباقشوت (ترانيم عريضة), قبل خدمة الصباح يوم السبت. في أشهر الشتاء، تُغنى المجموعة الكاملة المكونة من 66 ترنيمة، وتنتهي مع أدون أولام وكاديش . تستمر هذه الخدمة بشكل عام حوالي أربع ساعات، من الساعة 3:00 صباحاً حتى 7:00 صباحاً.
لا يزال هذا التقليد يكتسب قوة كاملة في كنيس Ades في القدس. في مجتمعات أخرى مثل نيويورك، فهو أقل انتشاراً ؛ رغم أن الترانيم تغنى في مناسبات أخرى.

### نطق العبرية
يتشابه اللفظ السوري للغة العبرية مع نطق الطوائف المزراحية الأخرى ويتأثر بكل من اللغة العبرية السفاردية واللهجة السورية للغة العربية الشامية. اللفظ السوري للعبرية أقل تقادماً من العبرية العراقية لليهود العراقيين وأقرب إلى العبرية السفاردية القياسية. هذا يؤثر بشكل خاص على ما بين الأسنان. ومع ذلك، ترتبط اللغة العبرية السورية والعراقية ارتباطاً وثيقاً للغاية بسبب موقعهما وقربهما الجغرافي، كما هو الحال مع معظم المجتمعات اليهودية الشرقية في العالم العربي بخلاف يهود اليمن. الميزات الخاصة هي كما يلي:
- ב (بيت بدون داغش) is traditionally /b/, but in Israel, it is often now [v] under the influence of Israeli Hebrew.[30]
- ג (Gimel without dagesh) is often pronounced [ɣ], like Arabic غ (voiced velar fricative).[31]
- ד (Dalet without dagesh) is pronounced [d] as in Israeli Hebrew, not [ð] as in Yemenite Hebrew.
- ה (He with mappiq) is often pronounced with a very short postpended schwa [ə].[31]
- ו (واو) is pronounced [v], not [w].[32]
- ח (Heth) is pronounced [ħ], like Arabic ح (حلقي احتكاكي مهموس).[31]
- ט (تيث) is pronounced [tˤ], like Arabic ط (بلعمة voiceless alveolar plosive).[33]
- כ (كاف without dagesh) is often pronounced [x], like Arabic خ (طبقي احتكاكي مهموس).
- ע (Ayin) is pronounced [ʕ], like Arabic ع (voiced pharyngeal fricative).[31]
- צ (Tsade) is pronounced [sˤ], like Arabic ص (pharyngealized لثوي احتكاكي مهموس), like English voiceless "s" but with the tongue a little retracted.[31]
- ק (قوف) is supposed to be [q], like Classical Arabic ق (voiceless uvular stop) but sometimes slips historically into [ʔ], a glottal stop, as in colloquial Syrian Arabic, and today into [k], in conformity with English and Israeli Hebrew.[34]
- ת (Taw without dagesh) is pronounced [t] as in Israeli Hebrew, not [θ] as in the Yemenite and Iraqi pronunciations.[31]

يميز الاحتفاظ بالأصوات المؤكدة المتميزة مثل [tˤ] [ħ] و [tˤ] النطق السوري عن العديد من النطق الشرقي / الشرقي، الذي فشل في الحفاظ على هذه الفروق الصوتية أو الصوتية، مثل بين [t] و [tˤ] .
يتم نطق أحرف العلة كما هو الحال في معظم تقاليد السفارديم والمزراحي الأخرى. على سبيل المثال، هناك فرق ضئيل أو لا يوجد فرق بين pata وqamats gadol ([a]) أو بين segol وtsere وvocal sheva ([e]). أحيانًا يتم اختزال الصيرق إلى [ɪ] أو [ə] في مقطع لفظي مغلق غير مضغوط أو بالقرب من حرف ساكن مؤكد أو حلقي.
يُسمع صوت شبه صوتي قبل pataḥ ganuv (pataḥ يأتي بين حرف متحرك طويل وحلقة نهائية): وهكذا يتم نطق ruaḥ (روح) [ˈruːwaḥ], وينطق siaḥ (الكلام) [ˈsiːjaħ] . 

### اللهجة اليهودية العربية
كان لليهود في سوريا لهجات مميزة من اليهودية العربية. ليس من المعروف أن لديهم أي متحدثين حاليين.
كان لليهود السوريين شريعة تقليدية مميزة (ترجمة الكتاب المقدس إلى اليهودية السورية العربية), والتي كانت تُستخدم في تعليم الأطفال، ولكن ليس لأي غرض طقسي. طُبعت نسخة واحدة من هذا في حوالي عام 1900: نسخة أخرى (من ما يسمى بمخطوطة أفيشور) طبعها مركاز أولامي لو موريشيت يهادوت آرام تسوبا في عام 2006, مع صفحات ترجمة متقابلة من «تاج القدس». تحتوي هذه المطبوعة على التوراة فقط، ولكن تم التخطيط لإصدار مجلدات لبقية الكتاب المقدس.
لدى العديد من اليهود السوريين عادة تلاوة كل فقرة من هاجادية عيد الفصح باللغة العبرية أولاً ثم باللغة اليهودية العربية.

### مخطوطة حلب
مخطوطة حلب، المعروفة الآن بالعبرية باسم Keter Aram Tsoba, هي أقدم وأشهر مخطوطات الكتاب المقدس. كُتب في طبريا عام 920, وشرحه آرون بن آشر، وأصبح أكثر النصوص الكتابية موثوقية في الثقافة اليهودية. كان موسى بن ميمون أشهر سلطة شريعة يعتمد عليها، في عرضه للقوانين التي تحكم كتابة مخطوطات التوراة في تدوينه للقانون اليهودي (مشناه توراة). بعد اكتماله، تم جلب المخطوطة إلى القدس. قرب نهاية القرن الحادي عشر، سُرقت وأخذت إلى مصر، حيث استردتها الجالية اليهودية في القاهرة. في نهاية القرن الرابع عشر، نُقلت المخطوطة إلى حلب، سوريا (التي أطلق عليها اليهود آرام زوبة، الاسم التوراتي لجزء من سوريا) - وهذا هو أصل الاسم الحديث للمخطوطة.
على مدى القرون الخمسة التالية، ظل تحت حراسة مشددة في قبو كنيس حلب المركزي، وكان يعتبر أعظم كنز للمجتمع. سوف يستشيره علماء من جميع أنحاء العالم للتحقق من دقة مخطوطات التوراة الخاصة بهم. في العصر الحديث، كان المجتمع يسمح أحيانًا للأكاديميين، مثل أومبرتو كاسوتو، بالوصول إلى المخطوطة، لكنهم لن يسمحوا بإعادة إنتاجها فوتوغرافياً أو بأي طريقة أخرى.
ظلت المخطوطة في حوزة الجالية اليهودية في حلب حتى أعمال الشغب المناهضة لليهود في ديسمبر 1947, والتي تم خلالها اقتحام الكنيس القديم الذي كان يحتفظ به وحرقه. اختفى الدستور الغذائي نفسه. في عام 1958, تم تهريب كيتير إلى إسرائيل من قبل مراد فهم وزوجته سارينا، وتم تقديمها إلى رئيس الدولة، إسحاق بن تسفي. بعد وصولها، تبين أن أجزاء من المخطوطة، بما في ذلك معظم التوراة، قد ضاعت. تم تكليف المخطوطة بحفظ معهد بن تسفي والجامعة العبرية في القدس، على الرغم من أن بورات يوسف يشيفاه جادلت بأنه الوريث الروحي لمجتمع حلب، كان الوصي الشرعي. بعد فترة من وصول المخطوطة، بدأ مردخاي بروير العمل الضخم لإعادة بناء الأجزاء المفقودة، على أساس المخطوطات القديمة الأخرى المعروفة. منذ ذلك الحين تم العثور على أوراق قليلة أخرى.
تستند الإصدارات الحديثة من الكتاب المقدس، مثل «تاج القدس» بالجامعة العبرية و «ميكراوت جيدولوت ها-كيتر» في جامعة بار إيلان، إلى الدستور الغذائي. تمت إعادة بناء الأقسام المفقودة على أساس المراجع المتصالبة في النص الماسوري للأقسام الباقية، وملاحظات العلماء الذين استشاروا المخطوطة والمخطوطات الأخرى.
المخطوطة محفوظة الآن في متحف إسرائيل، في المبنى المعروف باسم «ضريح الكتاب». تقع هناك إلى جانب مخطوطات البحر الميت والعديد من الآثار اليهودية القديمة الأخرى.

### المواقف من التحويل
في زمن مهزور آرام سوبا في 1527 و 1560, كانت التحولات مقبولة بشكل واضح، حيث توجد بركات في المهزور على طقوس التحول. ومع ذلك، في أوائل القرن العشرين، تبنت المجتمعات اليهودية السورية في نيويورك وبوينس آيريس أحكاماً تهدف إلى تثبيط الزواج المختلط. لا تقوم المجتمعات عادة بتحويلات إلى اليهودية، لا سيما عندما يُشتبه في أن التحول من أجل الزواج، أو يقبل هؤلاء المتحولين من مجتمعات أخرى، أو أطفال الزيجات المختلطة أو الزيجات التي تنطوي على هؤلاء المتحولين.
طُلب من بن تسيون مئير هاي عوزيئيل، الحاخام السفاردي الأكبر لإسرائيل آنذاك، الحكم على صحة هذا الحظر. واعترف بحق المجتمع في رفض إجراء تحويلات واعتبار التحويلات غير الصحيحة التي تقوم بها مجتمعات أخرى يكون الزواج فيها عاملاً. في الوقت نفسه، حذر من أن الأشخاص الذين تحولوا عن قناعة حقيقية ومعترف بهم من قبل السلطات الحاخامية الراسخة لا ينبغي اعتبارهم غير يهود، حتى لو لم يُسمح لهم بالانضمام إلى الجالية السورية.
يُعرف المنع بين المجتمع السوري باسم «المرسوم» أو «التصريح» (بالعبرية، التقانة). كل 20 عاماً أو نحو ذلك، يتم إعادة تأكيد المرسوم من قبل جميع قادة وحاخامات المجتمع، غالباً مع بنود إضافية. القائمة الكاملة هي كما يلي:
- بوينس آيريس، 1937 (ر. ديفيد سيتون)
- نيويورك 1935 (هشام هايم طويل)
- نيويورك، 1946 «توضيح»
- نيويورك، 1972 «تأكيد»
- نيويورك، 1984 «إعادة تأكيد»
- نيويورك، 2006 «إعادة تأكيد»

كان هناك بعض الجدل حول ما إذا كان الحكم يرقى إلى مستوى الحظر الشامل على جميع المتحولين أو ما إذا كان يمكن قبول المتحولين المخلصين من المجتمعات الأخرى، وليس بدافع الزواج. الجملة ذات الصلة في ملخص اللغة الإنجليزية هي «لا يحق لأي فرد من أفراد مجتمعنا من الذكور أو الإناث التزاوج مع غير اليهود ؛ يغطي هذا القانون التحويلات التي نعتبرها وهمية وعديمة القيمة». في «توضيح» عام 1946, ظهرت فاصلة بعد كلمة «تحويلات», مما يظهر أن جميع التحويلات «وهمية وعديمة القيمة», على الرغم من أن هذا الفهم محل خلاف، ولا يوجد تغيير مكافئ في النص العبري.
ومع ذلك، هناك استثناءات للقاعدة، مثل التحويلات من أجل التبني التي يُسمح بها دائماً. بالإضافة إلى ذلك، فإن الحاخامات الطائفتين (مثل الحاخام الأكبر الراحل جاكوب س. كاسين) قد اعترفوا أحيانًا بالتحولات التي يقوم بها بعض الحاخامات، مثل أعضاء الحاخامية الكبرى لإسرائيل. ومع ذلك، فإن هذه الأحكام تثني الناس بشدة عن التحول إلى الجالية اليهودية السورية لأنها تتطلب منهم إظهار الالتزام باليهودية بما يتجاوز ما هو مطلوب بموجب القوانين الحاخامية المعيارية للتحول.
يجادل مؤيدو المرسوم بأنه كان ناجحاً ديموغرافياً، حيث يُعتقد أن معدل التزاوج مع غير اليهود في المجتمع السوري أقل من 3 ٪, مقابل أي شيء يصل إلى 50 ٪ في عموم السكان اليهود الأمريكيين. يجادل المعارضون بأن هذه الحقيقة ليست نتيجة المرسوم، ولكن بسبب الحضور الواسع في المدارس النهارية الأرثوذكسية، وأن معدل التزاوج المختلط منخفض بالمثل بين اليهود الأرثوذكس الذين تلقوا تعليمهم يومياً على الرغم من عدم وجود أي مرسوم مكافئ.

### أطباق
كما هو الحال في معظم البلدان العربية والمتوسطية، يشبه المطبخ اليهودي السوري إلى حد ما أنواع أخرى من المطبخ السوري (والذي يعكس بدوره بعض التأثير التركي), على الرغم من أن بعض الأطباق لها أسماء مختلفة بين الأعضاء اليهود. ويرجع ذلك جزئياً إلى أصول شرق البحر الأبيض المتوسط لليهودية على هذا النحو وجزئياً بسبب تشابه قوانين التغذية الإسلامية مع قوانين كشروت. أصبحت بعض الأطباق من أصل إسباني وإيطالي جزءًا من الذخيرة من خلال تأثير موجات الهجرة السفاردية وفرانكو: أصبح عدد قليل منها جزءًا من المطبخ السوري الأوسع. لا تزال الوصفات السورية (والمصرية) شائعة في المجتمعات اليهودية السورية حول العالم. هناك تقاليد تربط الأطباق المختلفة بالأعياد اليهودية.
الأطباق الشعبية هي كما يلي:
- رز: خليط من الأرز الأبيض ونودلز قصيرة
- حميد: شوربة مكونة من عصير الليمون والبقدونس والنعناع والبصل والبطاطس والكرفس والثوم.
- Fetteh: الحمص المطبوخ مرق مع Tequesquite . كثيرا ما تؤكل مع خبز البيتا والزبادي
- رز كبة: أرز مطبوخ مهروس ولحم بقري مفروم على شكل قرص مقلي
- كبة نابلسية: لحم مفروم مع الصنوبر وحبوب الرمان في صدفة برغل مقلية على شكل طوربيد تقدم غالباً مع البازلاء
- كبة حمدة: كرات كبة صغيرة تستخدم في الحساء
- كبة بسفارجل: مثل ما ورد أعلاه ولكن مع سفرجل بدلاً من البطاطس، يؤكل على (روش هاشناه)
- كبة يخنية: كرات لحم مع حمص وسبانخ
- كبة بسفيحة: برجر لحم مع باذنجان
- - فولة بلحمه أو لوبيا بلاحمه: مكعبات لحم الغنم أو لحم العجل مع الفاصوليا أو البازلاء السوداء العينين.
- Ijjeh أو eggah: طبق البيض، على غرار أمليت الاسبانية مع البقدونس والبطاطا أو الجبن
- إيجة بلحمه: برغر لحم مقلي مع بيض يقدم مع ليمون وفجل
- محشي بادينجان: باذنجان محشي بالارز واللحم والحمص
- محشي كوسا: كوسة محشية بالارز واللحم ونانا بالنعناع والليمون
- يبرق: ورق عنب محشي بالارز واللحم
- الكباب: كرات اللحم (أحياناً مع الكرز أو معجون الرمان).
- سوفريتو الدجاج: دجاج مقلي مع عصير الليمون والكركم والهيل
- أفغوليمونو: شوربة دجاج ممزوجة بالبيض والليمون
- دفينا: لحم السبت وحساء الفاصوليا يعادل شولينت
- هانيم بيض: بيض مسلوق ملطخاً باللون البني عن طريق خبزه مع دفينا أو غليه مع قشر البصل، وأحيانًا إضافة أوراق الشاي أو القهوة المطحونة[41]
- لحم بعجين: لحم (أحيانًا مع معجون الرمان أو عصير الخوخ) على قاعدة عجين دائرية صغيرة
- المودة: يخنة من البطاطس المقلية مع لحم الضأن أو اللحم البقري أو الدجاج
- ماتامبر: كوسة مسلوقة، جبنة، بيض وقطع بيتا
- مفركة الفول: لحم بقري مفروم بارد مع الفول والبيض المخفوق (للسبت).
- سمبوسك: فطيرة نصف قمر صغيرة محشوة بالجبن أو اللحم
- السحلب: حليب ساخن مع النشا والسكر غالبا ما يقدم مع القرفة
- كوسا بجبن: سكواش مخبوز بالجبن
- المجرة: أرز وعدس أو برغل وعدس كيدجيري
- التبولة: سلطة برغل بورق عنب
- بزرجان أو محمرة: البرغل برغل برغل مع عجينة الرمان أو عصير الخوخ
- شكشوكة أو بيد ببرانجى: معجون طماطم مسلوق مع البصل والبيض مثل المخفوق
- بيض بلبان: زبادي مسلوق بالثوم والنعناع والبيض المخفوق
- كعك: اساور بنكهة اليانسون وبذور السمسم
- غريب: بسكويت قصير القامة, غالباً على شكل سوار
- المعمول: معجنات مع حشوة التمر أو الجوز (تختلف النسخة اليهودية عن العربية في عدم استخدام دقيق السميد)
- كنافة مبرومة أو بلورية: خيوط رفيعة من عجينة فيلو مبشورة ومحشوة بالفستق أو الريكوتا
- كعك عيد الفصح البرتقالي: (مشتق من الوصفات الإسبانية من خلال الهجرة السفاردية)
- مربى جوز الهند: (يستخدم في عيد الفصح)
- شراب اللوز: مشروب مثلج مصنوع من شراب اللوز. بشكل عام مشروب صيفي، ولكنه يستخدم أيضاً قبل يوم الغفران. بالإضافة إلى ذلك، يتم مشاركتها بشكل شائع في المناسبات السعيدة مثل عندما ينخرط الزوجان.

## أبرز الشخصيات
- يوسف صفرا، كان أغنى بنكي في العالم كما انه ثاني اغني شخص في أمريكا اللاتينية.[42]
- إدموند صفرا، ملياردير[43]
- مويس صفرا، ملياردير برازيلي،[44]
- ديفيد ناهماد، ملياردير وجامع قطع فنية[45]
- عزرا ناهماد، ملياردير[46]
- سيمون حلبي، ملياردير سابق؛ كانت ثروته في سنة 2007 تقدر ب 4,3 مليار دولار[47]
- ستانلي شيرا، مستثمر عقاري في نيويورك كان صديق مقرب من دونالد ترامب، وقدرت ثروته ب 4 مليارات دولار عند وفاته.[48]
- جيف سوتون، ملياردير ومستثمر عقاري في نيويورك.[49]
- إيلي هورن، ملياردير برازيلي من أصل سوري.[50]
- جيري ساينفيلد، ممثل أمريكي شهير وهو أغنى كوميدي في العالم[51]
- جيلبرت بيجيو، ملياردير، وهو أغنى شخص في هايتي[52]
- اسحق سابا رفول، ملياردير مكسيكي من أصل سوري[53]
- دوغلاس جمال، مطور عقارات أمريكي[54]
- سوني جيندي، ملياردير أمريكي[54]
- جوزيف نقاش، ملياردير أمريكي
- خوسيه مغربي، ملياردير وجامع قطع فنية.
- رونالد مراد كوهن، رائد أعمال وسياسي، يلقب ب أبو رأس المال الاستثماري البريطاني.[55]
- موشيه صفدي، مصمم معماري عالمي، أشتهر بتصميمه مارينا باي ساندز والعديد من المباني العالمية.[56]

### استشهاد عام
- عبادي، جي إف، حفنة من العدس: وصفات يهودية سورية من مطبخ الجدة فريتزي: هارفارد 2002. مقوى:(ردمك 1-55832-218-3)
- Ades, Abraham, Derech Ere "tz: Bene Berak 1990
- أسيس، يوم توف، فرنكل، ميريام وهاريل، يارون (محرران.), دراسات حلب. يهود حلب: تاريخهم وثقافتهم (القدس، المجلد 1 2009 ؛ المجلد 2 2013) [بالعبرية والإنجليزية]
- كولينز، ليديا، السفارديم في مانشستر: النسب والرواد: مانشستر 2006(ردمك 0-9552980-0-8)
- دوبرينسكي، هربرت سي: خزينة قوانين وعادات السفارديم: الممارسات الطقسية لليهود السوريين والمغاربة واليهودية الإسبانية والإسبانية والبرتغالية في أمريكا الشمالية. نسخة منقحة. هوبوكين، نيوجيرسي : KTAV ؛ نيويورك، نيويورك : يشيفا يونيف. الصحافة، 1988.(ردمك 0-88125-031-7)رقم ISBN 0-88125-031-7
- دويك وبوبا ومايكل ج.كوهين، عطور حلب: المطبخ الأسطوري لليهود السوريين: HarperCollins 2007,(ردمك 0-06-088818-0),(ردمك 978-0-06-088818-3)
- Harel، Yaron، Sifre Ere "tz: ha-Sifrut ha-Toranit shel Ḥachme Aram Tsoba (كتب حلب: التوراة أدب حاخامات حلب): القدس 1996 ملخصة هنا
- هاريل، يارون (محرر.), يهود سوريا: التاريخ والثقافة والهوية: رمات جان 2015 (بالعبرية والإنجليزية)
- Idelsohn، AZ، Phonographierte Gesänge und Aussprachsproben des Hebräischen der jemenitischen، persischen und syrischen Juden: Vienna 1917
- "Masoret ha-lashon ha-'Ibrit shel Yehude Aram-Tsoba (Ḥalab) bi-qri'at ha-Miqra ve-ha-Mishnah (The Hebrew Language Tradition of the Jews of Aleppo in the Reading of the Bible and Mishnah)"، ʻEdah Ṿe-Lashon، Magnes Press, Jerusalem، 1981، ISSN:0333-5143
- كليغمان، مارك، مقام وليتورجيا: طقوس وموسيقى وجماليات اليهود السوريين في بروكلين, ديترويت 2009
- Laniado, David Tsion, La-Qedoshim asher ba-are "ts: Jerusalem 1935 repr. 1980
- لانيادو، صموئيل، ديباش في حلب اللشونك: القدس 1998/9 (بالعبرية)
- رودن، كلوديا، كتاب جديد عن طعام الشرق الأوسط: لندن 1986(ردمك 0-14-046588-X)
- رودن، كلوديا، كتاب الطعام اليهودي: نيويورك 1997, لندن 1999(ردمك 0-14-046609-6)
- سيثون، منشه، كلال دقدوق هقريا, حلب 1914, طبع في حموي، بيه إلياهو، ص. 391 - 400
- شيلماي، كاي كوفمان، دع ياسمين تمطر, دراسات شيكاغو في علم الإثنيات: 1998. مقوى:(ردمك 0-226-75211-9), غلاف عادي:(ردمك 0-226-75212-7) .
- سموحة، باتريشيا، الشرق الأوسط للطبخ, لندن 1955 ASIN: B0000CJAHX
- ديفيد ساتون، حلب: مدينة العلماء: Artscroll 2005(ردمك 1-57819-056-8) (يعتمد جزئياً على Laniado، La-Qedoshim asher ba-are "ts)
- ساتون، جوزيف، سجلات حلب: قصة سيفارديم الفريدة في الشرق الأدنى القديم - بكلماتهم الخاصة: Brooklyn 1988
- جوزيف ساتون، السجادة السحرية: حلب في فلاتبوش: بروكلين 1979
- زينر، والتر ب., مجتمع عالمي: يهود حلب، سوريا: مطبعة جامعة واين ستيت 2000(ردمك 0-8143-2791-5)
- والتر ب. زينر، «إثنوغرافيا الشتات: دراسة يهود سوريا», عنوان جائزة مارشال سكلار، 1997

#### كتب الصلاة

##### كتب تاريخية
- Maḥzor Aram Tsoba: البندقية 1527, 1560
- بيت إيل (خدمة الصبح والصلاة), إبراهيم حموي: ليفورنو 1878 (repr. نيويورك 1982)
- بيت دين (روش هاشناه), إبراهيم حموي: ليفورنو 1878 (repr. القدس 1986)
- Bet ha-Kapporet (Kippur), أبراهام حموي: ليفورنو 1879
- بيت منوها (السبت) إبراهيم حموي: ليفورنو 1878
- رهان عوفيد (يومي), أبراهام حموي: ليفورنو 1878
- بيت سميح (سوكوت), إبراهيم حموي: ليفورنو 1879 (repr. القدس 1970)
- Bet ha-Beḥirah (Pesaḥ), ابراهام حموي: ليفورنو 1880 (repr. القدس 1985)
- سدر أولات تميد (منية وتحكيم فقط): حلب 1907 (يعكس النص «المستعربي»)
- Olat ha-Shaḥar: حلب 1915 (تعكس النص «السفارديم»)

تتوفر بعض النسخ المعاد طباعتها اليوم، والعديد من Siddurim اليوم، وخاصة سلسلة Magen Abraham متأثرة بشدة بكتب الصلاة في ليفورنو.

##### كتب عصرية
- سيدر سيليوت, أد. شحبار: القدس 1973
- بيت يوسف وأهل إبراهيم: القدس، منصور (بالعبرية فقط، بناءً على نص البغدادي) 1974-1980
- سيدور التشعة بأب, أد. شحبار: القدس 1976
- Mahzor Shelom Yerushalayim, ed. ألبيج: نيويورك، مؤسسة التراث السفاردي 1982
- سيدور كول مردخاي, أد. فهام إخوان: القدس 1984 (المنية والتحكيم فقط)
- شعاري راتسون, أد. موشيه كوهين: تل أبيب 1988, repr. 2003 (الأعياد المقدسة فقط)
- كل يعقوب, أد. ألوف: نيويورك، مؤسسة التراث السفارديم 1990 (بالعبرية فقط ؛ طبعة منقحة 1996, العبرية والإنجليزية ؛ طبعة جديدة قيد الإعداد)
- آرام سوبا سيدور: حسب العرف السفاردي في حلب سوريا, موشيه عنتيبي: القدس، مؤسسة آرام سوبا 1993 (المنية والتحكيم فقط)
- Orḥot ayim, ed. يديد: القدس 1995 (بالعبرية فقط)
- Orot Sephardic Siddur, Eliezer Toledano: Lakewood, NJ, Orot Inc. (بالعبرية والإنجليزية: نص بغدادي، متغيرات سورية موضحة بين قوسين مربعين)
- سيدور عبودات حلب / صلوات من القلب, موشيه عنتيبي، ليكوود، نيوجيرسي: مكتبة إسرائيل، 2002
- عبير يعقوب, أد. هابر: مطبعة السفارديم (بالعبرية والإنجليزية، السبت فقط)
- Siddur Ve-ha'arev Na, ed. إسحاق إس دي ساسون، 2007

## روابط خارجية
- المركز العالمي لثقافة يهود حلب (حلب) التقليدية
- الطريق من دمشق, مجلة التابلت